# Driedorf
Driedorf este o comună din regiunea Westerwald, landul Hessa, Germania.

## Localități vecine
La nord se află comuna Breitscheid, la est orașul Herborn, la sud  Greifenstein,  iar la vest  Oberrod, Rehe, Homberg, Waigandshain, Nister-Möhrendorf și Willingen.